# ساو فينديلينو
ساو فينديلينو (بالبرتغالية: São Vendelino‏)؛ بلدية في ولاية ريو غراندي دو سول في البرازيل. اعتُمِدت البلدية في عام 1988، بعد أن أخرجت من نطاق بلدية بوم برينسيبيو.